# Oliver Scheiblauer
Oliver Scheiblauer (* 28. September 1973 in Wien, Österreich) ist ein österreichischer Koch.

## Werdegang und berufliches Engagement
Nach einer Kochlehre (1989 bis 1992) im 5-Sterne-Hotel de France in Wien arbeitete Oliver Scheiblauer als Chef de Partie im 5-Sterne-Hotel Jungfrau in der Schweiz. Von 1993 bis 1994 absolvierte er den Militärdienst und übernahm dabei die Leitung Unteroffiziers-Messe.
1994 bis 1995 war Scheiblauer Executive Chef bei Ches Robert in Wien, danach folgten Stationen als Executive Sous Chef bei Windows of Vienna (1995, 2 Hauben), als Executive Chef bei Moderne Gartentechnik – Rational AG in Wien (1996) sowie als Executive Sous Chef im Sporthotel Royer in Schladming (1996/97).
Im Jahr 1997 gründete der Koch zusammen mit Alexander Eichinger die Firma Adventure Catering, die beide bis 2014 zusammen führten. Scheiblauer war zugleich als Executive Chef tätig. 2000 folgte die Gründung der Kreativ Kochschule.
Weitere internationale Erfahrung sammelte Oliver Scheiblauer unter anderem 2004 in Los Angeles, Kalifornien, wo er bei den 76. Academy Awards gemeinsam mit Wolfgang Puck und Lee Hefter kochte. 2006 absolvierte er als erster Österreicher eine Stage im El Bulli, dem Restaurant des Spaniers Ferran Adrià.
Im Österreichischen Rundfunk (ORF) wirkte Scheiblauer in mehreren Kochsendungen mit: Frisch gekocht (Finale Koch-Champion 2007) Schöner Leben (Österreichische Spitzenköche zu Gast in Thailand, 2008) sowie bei 65 Sendungen von Konkret – Das Servicemagazin (2009–2012).
Von 2010 bis 2014 betrieb Scheiblauer ein neues Restaurantkonzept mit direktem Kontakt zwischen Koch und Gästen, in dessen Rahmen er seine „Reflective Cuisine“ servierte. 2011 wurde er dafür als Newcomer des Jahres ausgezeichnet und ab 2012 mit 89 Punkten im Falstaff Gourmet Club bewertet. Scheiblauer ist zudem regelmäßig als Jurymitglied bei verschiedenen Kochbewerben (z. B.: Koch des Jahres, Falstaff Young Talents Cup, Junge Wilde).
Im Laufe seiner Karriere beschäftigte sich Oliver Scheiblauer unter anderem mit verschiedenen Kochtechniken, Garmethoden und Fleischveredelung. 2014 resultierte daraus die Gründung der Fleischmanufaktur Aumaerk in Wien. Diese betrieb der österreichische Koch gemeinsam mit Alexander Eichinger und Harald Neumaerker.
Seit Juni 2020 konzentrieren sich Oliver Scheiblauer und Alexander Eichinger mit der Firma Pro Food ausschließlich auf die Entwicklung innovativer Lebensmittel für den Handel und die Gastronomie.
Scheiblauer ist immer wieder als Berater und Werbender für verschiedene Unternehmen tätig, darunter Rational, Global Messer, Eat the Ball, Unilever oder Lohberger.

## Auszeichnungen
- NÖKA 2000: 2 Silbermedaillen
- IKKA 2001: 2 Goldmedaillen, 2 Gesamtsiege
- IKKA 2003: 3 Goldmedaillen, 3 Gesamtsiege, Turniersieg
- IKKA 2005: 2 Goldmedaillen, 2 Gesamtsiege, Turniersieg, 2 × 2 Zusatzpunkte für Perfektion
- Junge Wilde 2005: 1. Platz[12]
- Kreative Kochköpfe 2005: 1. Platz
- Endausscheidung Bocuse d’Or 2007: 3. Platz
- Leaders of the Year 2013: Caterer des Jahres[13]